# Toni Conceição
António Conceição da Silva Oliveira, meglio noto come Toni Conceição (Braga, 6 dicembre 1961), è un allenatore di calcio ed ex calciatore portoghese di ruolo difensore.

## Statistiche

### Cronologia presenze e reti in nazionale
| Cronologia completa delle presenze e delle reti in nazionale ― Portogallo | Cronologia completa delle presenze e delle reti in nazionale ― Portogallo | Cronologia completa delle presenze e delle reti in nazionale ― Portogallo | Cronologia completa delle presenze e delle reti in nazionale ― Portogallo | Cronologia completa delle presenze e delle reti in nazionale ― Portogallo | Cronologia completa delle presenze e delle reti in nazionale ― Portogallo | Cronologia completa delle presenze e delle reti in nazionale ― Portogallo | Cronologia completa delle presenze e delle reti in nazionale ― Portogallo |
| Data                                                                      | Città                                                                     | In casa                                                                   | Risultato                                                                 | Ospiti                                                                    | Competizione                                                              | Reti                                                                      | Note                                                                      |
| ------------------------------------------------------------------------- | ------------------------------------------------------------------------- | ------------------------------------------------------------------------- | ------------------------------------------------------------------------- | ------------------------------------------------------------------------- | ------------------------------------------------------------------------- | ------------------------------------------------------------------------- | ------------------------------------------------------------------------- |
| 12-10-1988                                                                | Göteborg                                                                  | Svezia                                                                    | 0 – 0                                                                     | Portogallo                                                                | Amichevole                                                                | -                                                                         |                                                                           |
| Totale                                                                    |                                                                           | Presenze                                                                  | 1                                                                         |                                                                           | Reti                                                                      | 0                                                                         |                                                                           |

### Statistiche da allenatore

#### Nazionale camerunense
| Squadra | Naz                | dal               | al       | Record | Record | Record | Record | Record | Record | Record | Record     |
| Squadra | Naz                | dal               | al       | G      | V      | N      | P      | GF     | GS     | DR     | % Vittorie |
| ------- | ------------------ | ----------------- | -------- | ------ | ------ | ------ | ------ | ------ | ------ | ------ | ---------- |
| Camerun | Camerun (bandiera) | 21 settembre 2019 | in corso | 23     | 13     | 8      | 2      | 35     | 14     | +21    | 56,52      |

#### Nazionale camerunense nel dettaglio
| Nov. 2019      | Camerun        | Qual. Coppa d'Africa 2021 | 1º nel Gruppo F, qualificato | 2  | 1  | 1 | 0 | 50,00   | 1  | 0  | +1  |
| Mar. 2020      | Camerun        | Qual. Coppa d'Africa 2021 | 1º nel Gruppo F, qualificato | 2  | 2  | 0 | 0 | 100,00& | 6  | 1  | +5  |
| Mar. 2021      | Camerun        | Qual. Coppa d'Africa 2021 | 1º nel Gruppo F, qualificato | 2  | 0  | 1 | 1 | &0,00   | 1  | 3  | -2  |
| 2021           | Camerun        | Qual. Mondiale 2022       | nel Gruppo D                 | 6  | 5  | 0 | 1 | 83,33   | 12 | 3  | +9  |
| Gen.-Feb 2021  | Camerun        | Copa d'Africa 2021        | 3º                           | 7  | 4  | 3 | 0 | 57,14   | 14 | 7  | +7  |
| Dal 2019       | Camerun        | Amichevoli                |                              | 4  | 1  | 3 | 0 | 25,00   | 1  | 0  | +1  |
| Totale Camerun | Totale Camerun | Totale Camerun            | Totale Camerun               | 23 | 13 | 8 | 2 | 56,52   | 35 | 14 | +21 |

#### Panchine da commissario tecnico della nazionale camerunense
| Cronologia completa delle presenze e delle reti in nazionale ― Camerun | Cronologia completa delle presenze e delle reti in nazionale ― Camerun | Cronologia completa delle presenze e delle reti in nazionale ― Camerun | Cronologia completa delle presenze e delle reti in nazionale ― Camerun | Cronologia completa delle presenze e delle reti in nazionale ― Camerun | Cronologia completa delle presenze e delle reti in nazionale ― Camerun | Cronologia completa delle presenze e delle reti in nazionale ― Camerun | Cronologia completa delle presenze e delle reti in nazionale ― Camerun |
| Data                                                                   | Città                                                                  | In casa                                                                | Risultato                                                              | Ospiti                                                                 | Competizione                                                           | Reti                                                                   | Note                                                                   |
| ---------------------------------------------------------------------- | ---------------------------------------------------------------------- | ---------------------------------------------------------------------- | ---------------------------------------------------------------------- | ---------------------------------------------------------------------- | ---------------------------------------------------------------------- | ---------------------------------------------------------------------- | ---------------------------------------------------------------------- |
| 12-10-2019                                                             | Radès                                                                  | Tunisia                                                                | 0 – 0                                                                  | Camerun                                                                | Amichevole                                                             | -                                                                      | Cap: M.Ngadeu                                                          |
| 13-11-2019                                                             | Yaoundé                                                                | Camerun                                                                | 0 – 0                                                                  | Capo Verde                                                             | Qual. Coppa d'Africa 2021                                              | -                                                                      | Cap: E.Choupo-Moting                                                   |
| 17-11-2019                                                             | Kigali                                                                 | Ruanda                                                                 | 0 – 1                                                                  | Camerun                                                                | Qual. Coppa d'Africa 2021                                              | Moumi Ngamaleu                                                         | Cap: V.Aboubakar                                                       |
| 9-10-2020                                                              | Utrecht                                                                | Giappone                                                               | 0 – 0                                                                  | Camerun                                                                | Amichevole                                                             | -                                                                      | Cap: M.Ngadeu                                                          |
| 12-11-2020                                                             | Douala                                                                 | Camerun                                                                | 4 – 1                                                                  | Mozambico                                                              | Qual. Coppa d'Africa 2021                                              | 2 Vincent Aboubakar André Zambo Anguissa Clinton N'Jie                 | Cap: V.Aboubakar                                                       |
| 16-11-2020                                                             | Maputo                                                                 | Mozambico                                                              | 0 – 2                                                                  | Camerun                                                                | Qual. Coppa d'Africa 2021                                              | Vincent Aboubakar Serge Tabekou                                        | Cap: V.Aboubakar                                                       |
| 26-3-2021                                                              | Praia                                                                  | Capo Verde                                                             | 3 – 1                                                                  | Camerun                                                                | Qual. Coppa d'Africa 2021                                              | Pierre Kunde                                                           | Cap: V.Aboubakar                                                       |
| 30-3-2021                                                              | Yaoundé                                                                | Camerun                                                                | 0 – 0                                                                  | Ruanda                                                                 | Qual. Coppa d'Africa 2021                                              | -                                                                      | Cap: V.Aboubakar                                                       |
| 4-6-2021                                                               | Wiener Neustadt                                                        | Nigeria                                                                | 0 – 1                                                                  | Camerun                                                                | Amichevole                                                             | André Zambo Anguissa                                                   | Cap: M.Ngadeu                                                          |
| 8-6-2021                                                               | Wiener Neustadt                                                        | Camerun                                                                | 0 – 0                                                                  | Nigeria                                                                | Amichevole                                                             | -                                                                      | Cap: E.Choupo-Moting                                                   |
| 3-9-2021                                                               | Yaoundé                                                                | Camerun                                                                | 2 – 0                                                                  | Malawi                                                                 | Qual. Mondiali 2022                                                    | Vincent Aboubakar Michael Ngadeu-Ngadjui                               | Cap: V.Aboubakar                                                       |
| 6-9-2021                                                               | Abidjan                                                                | Costa d'Avorio                                                         | 2 – 1                                                                  | Camerun                                                                | Qual. Mondiali 2022                                                    | Moumi Ngamaleu (rig.)                                                  | Cap: V.Aboubakar                                                       |
| 8-10-2021                                                              | Yaoundé                                                                | Camerun                                                                | 3 – 1                                                                  | Mozambico                                                              | Qual. Mondiali 2022                                                    | 2 Eric Maxim Choupo-Moting Karl Toko Ekambi                            | Cap: V.Aboubakar                                                       |
| 11-10-2021                                                             | Tanger                                                                 | Mozambico                                                              | 0 – 1                                                                  | Camerun                                                                | Qual. Mondiali 2022                                                    | Michael Ngadeu-Ngadjui                                                 | Cap: V.Aboubakar                                                       |
| 13-11-2021                                                             | Johannesburg                                                           | Malawi                                                                 | 0 – 4                                                                  | Camerun                                                                | Qual. Mondiali 2022                                                    | Vincent Aboubakar (rig.) André Zambo Anguissa 2 Christian Bassogog     | Cap: V.Aboubakar                                                       |
| 16-11-2021                                                             | Yaoundé                                                                | Camerun                                                                | 1 – 0                                                                  | Costa d'Avorio                                                         | Qual. Mondiali 2022                                                    | Karl Toko Ekambi                                                       | Cap: V.Aboubakar                                                       |
| 9-1-2022                                                               | Yaoundé                                                                | Camerun                                                                | 2 – 1                                                                  | Burkina Faso                                                           | Coppa d'Africa 2021 - 1º turno                                         | 2 Vincent Aboubakar 2 (rig.)                                           | Cap: V.Aboubakar                                                       |
| 13-1-2022                                                              | Yaoundé                                                                | Camerun                                                                | 4 – 1                                                                  | Etiopia                                                                | Coppa d'Africa 2021 - 1º turno                                         | 2 Vincent Aboubakar 2 Karl Toko Ekambi                                 | Cap: V.Aboubakar                                                       |
| 17-1-2022                                                              | Yaoundé                                                                | Capo Verde                                                             | 1 – 1                                                                  | Camerun                                                                | Coppa d'Africa 2021 - 1º turno                                         | Vincent Aboubakar                                                      | Cap: V.Aboubakar                                                       |
| 24-1-2022                                                              | Yaoundé                                                                | Camerun                                                                | 2 – 1                                                                  | Comore                                                                 | Coppa d'Africa 2021 - Ottavi di finale                                 | Karl Toko Ekambi Vincent Aboubakar                                     | Cap: V.Aboubakar                                                       |
| 29-1-2022                                                              | Douala                                                                 | Gambia                                                                 | 0 – 2                                                                  | Camerun                                                                | Coppa d'Africa 2021 - Quarti di finale                                 | 2 Karl Toko Ekambi                                                     | Cap: V.Aboubakar                                                       |
| 3-2-2022                                                               | Yaoundé                                                                | Egitto                                                                 | 0 – 0 dts (1 - 3 dtr)                                                  | Camerun                                                                | Coppa d'Africa 2021 - Semifinale                                       | -                                                                      | Cap: V.Aboubakar                                                       |
| 5-2-2022                                                               | Yaoundé                                                                | Burkina Faso                                                           | 3 – 3 dts (3 - 5 dtr)                                                  | Camerun                                                                | Coppa d'Africa 2021 - Finale 3º-4º posto                               | Stephane Bahoken 2 Vincent Aboubakar                                   | Cap: A.Oyongo                                                          |
| Totale                                                                 |                                                                        | Presenze                                                               | 23                                                                     |                                                                        | Reti                                                                   | 35                                                                     |                                                                        |

## Palmarès

### Giocatore

#### Competizioni nazionali
- Campionato portoghese: 1

Porto: 1989-1990
- Supercoppa di Portogallo: 1

Porto: 1990

### Allenatore

#### Competizioni nazionali
- Coppa di Romania: 2

CFR Cluj: 2008-2009, 2015-2016
- Supercoppa di Romania: 1

CFR Cluj: 2009